# М-85 (двигатель)
М-85 — советский авиационный звездообразный 14-цилиндровый поршневой двигатель. Представлял собой лицензионную копию французского мотора Гном-Рон «Мистраль мажор» 14Kdrs.

## История
В сентябре 1933 года советская делегация, отбиравшая образцы двигателей для производства в СССР, была направлена во Францию. Двигатели фирмы «Гном-Рон» вызвали большой интерес у советских специалистов. В итоге с фирмой «Гном-Рон» было заключено соглашение о технической помощи в освоении двух двигателей: 9-цилиндрового 9К «Мистраль» и 14-цилиндрового 14К «Мистраль мажор». Первый получил советское обозначение М-75, второй — М-85. Договор предусматривал поставки комплектующих для первых серий двигателей, а также стажировку 15 советских инженеров на заводе «Гном-Рон» во Франции. В 1934 году началась приёмка технической документации и двигателей-образцов. 
Задача по освоению производства французских двигателей была возложена на завод №29 в Запорожье. Первые моторы были выпущены в июле 1935 года. Государственные стендовые испытания были завершены удачно в 1936 году. Двигатель был снят с производства в конце 1937 года. Всего изготовили 463 двигателей М-85.

## Конструкция
Двигатель М-85 представлял собой 14-цилиндровый двухрядный звездообразный четырёхтактный поршневой двигатель воздушного охлаждения и являлся лицензионной копией французского мотора Гном-Рон «Мистраль мажор» 14Kdrs (Гном-Рон 14K Mistral Major).
Ранние серии двигателя частично комплектовались импортными узлами и электрооборудованием:
- магнето — советское магнето ВМ-14, которое должно было заменить французский оригинал, не было доведено до конца 1935 года до работоспособного состояния.
- карбюратор
- клапана
- подшипники ПЦН
- выхлопные патрубки
- бензонасос
- компрессор
- свечи зажигания.

Советская копия Гном-Рон «Мистраль мажор» 14Kdrs соответствовала оригиналу по мощности и расходу топлива, но отличалась большим расходом масла и имела меньший срок межремонтного ресурса.
Поздние серии частично унифицировались с М-86, например устанавливался усиленный для М-86 кривошипно-шатунный механизм.

## Модификации
Для 1935 года мотор М-85 по своим техническим данным уже несколько устарел, поэтому для модернизации двигателя в 1935 году было сформировано конструкторское бюро — ОКБ-29. Руководителем бюро был назначен А. С. Назаров.
Существовали следующие модификации двигателя:
- М-85Ф — запустили в серийное производство под обозначением М-86.
- М-85В — был переименован в М-87.

## Применение
Двигатель М-85 устанавливался на серийных самолетах ДБ-3, на опытных самолётах:
- И-207[1],
- ДГ-58, ДГ-58Р[2]
- Р-9[3],
- ПС-35[4].
- ДИ-8